# Motosserra

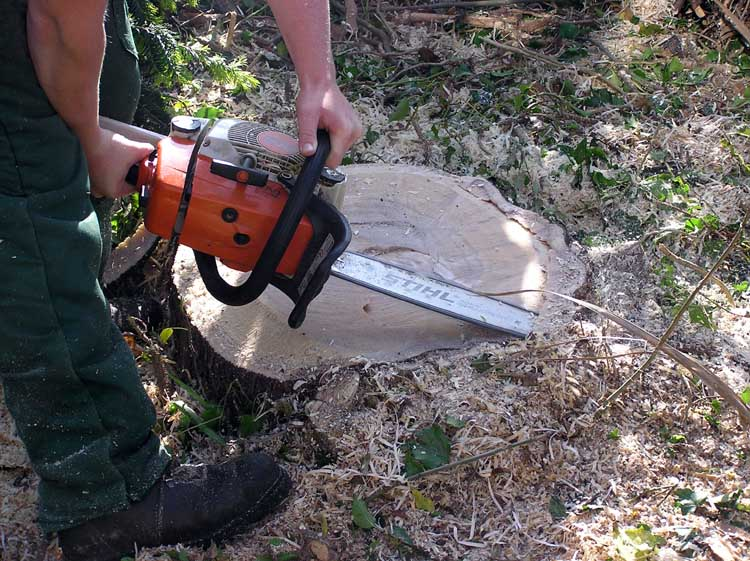
Uma motosserra.

A motosserra é uma serra acionada por um motor, muito utilizada na poda e corte de árvores. O motor pode ser tanto de combustão interna, como a eletricidade.
Em casos de queda de árvores em vias públicas, os bombeiros fazem uso de motosserras para cortar seus galhos e troncos, dividindo-as assim em várias toras menores para facilitar a retirada e desobstrução da via. Quando o acionamento é feito por motor a combustão interna, é composta normalmente por um motor de dois tempos a gasolina, com uma corrente acoplada ao mesmo; o motor faz girar a corrente que possui dentes cortantes. Ela deve ser manuseada sempre por pessoa experiente por se tratar de uma ferramenta cortante e de alto grau de periculosidade. 
O funcionamento da corrente da motosserra foi desenvolvido por Joe Cox [en], que se inspirou na larva do besouro da madeira, que tem dois cortadores: enquanto um está cortando o outro está calibrando a profundidade.

## Motosserra na cultura popular

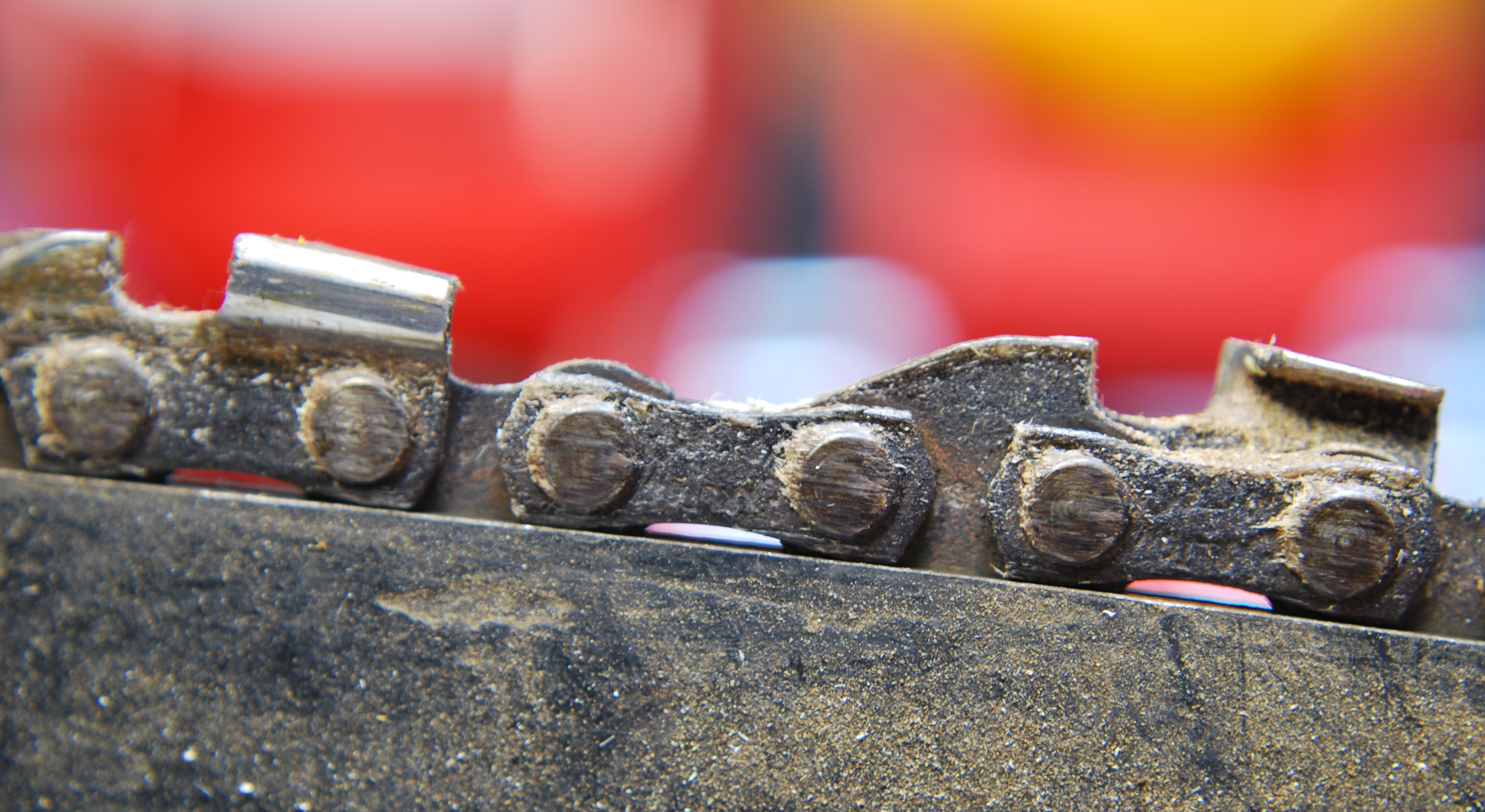
A corrente com dentes cortantes da motosserra.

A motosserra é muito associada a filmes de terror como The Texas Chain Saw Massacre (no Brasil: O Massacre da Serra Elétrica; em Portugal: Massacre no Texas). Também são comuns paródias com a serra elétrica em desenhos animados. Nos jogos eletrônicos de tiro em primeira pessoa, é uma arma muito popular, como em Doom. No jogo MadWorld a motosserra é a principal arma utilizada pelo jogador. No Brasil, também está associado ao episódio de assassinato conhecido como "O crime da motosserra", atribuído ao ex-deputado federal Hildebrando Pascoal. É citada na música "Chainsaw Gutsfuck", da banda norueguesa de black metal Mayhem como um instrumento para cortar um cadáver feminino no meio após a necrofilia.